# Belobodičasti morski ježek
Belobodičasti morski ježek ali pegasti morski ježek (Sphaerechinus granularis) je vrsta morskega ježka iz družine Toxopneustidae.

## Opis
Belobodičasti morski ježek je eden večjih morskih ježkov, saj zraste okoli 12 centimetrov. Oklep je temnovijolične barve, kroglast in nekoliko sploščen le na spodnji (ustni) strani. Bodice so kratke in tope ter običajno vijoličaste z belimi konicami, najdejo pa se tudi primerki z rdečkastimi, rjavimi ali povsem belimi bodicami.

## Razširjenost
Ježek živi v Sredozemskem morju in vzhodnem Atlantskem oceanu. Precej razširjen je tudi v Jadranskem morju. Najdemo ga na globini med 3 in 30 metri (lahko tudi globlje) na peščeni ali skalnati podlagi ter med livadami morskih trav. Pogosto se pokriva s školjčnimi lupinami, ostanki morske trave in kamenčki.